# 銀毛椴

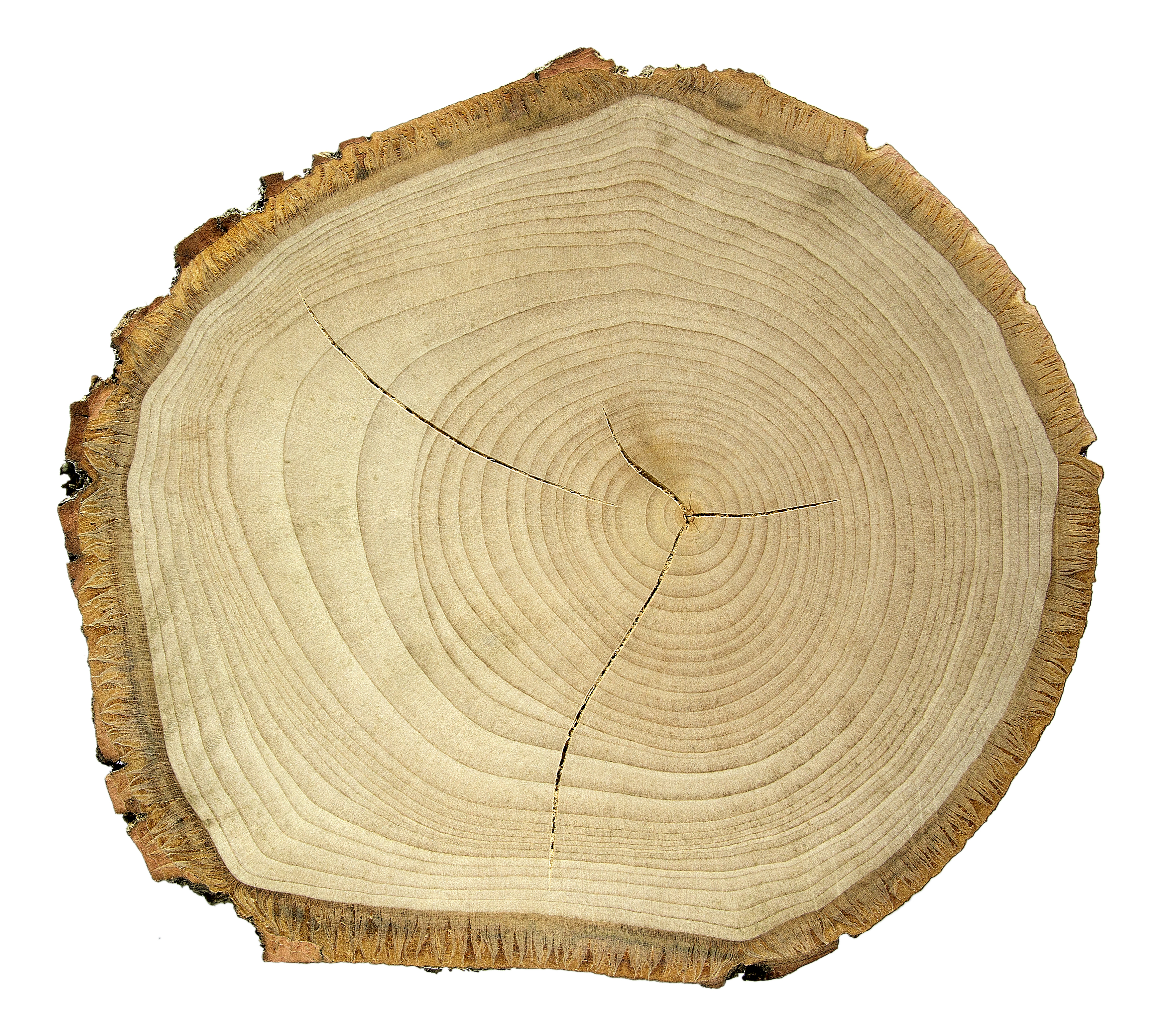
Tilia tomentosa

銀毛椴（学名：Tilia tomentosa），又名銀石灰（英語：silver lime）或銀林登（silver linden），是锦葵科椴樹屬的一種。

## 分布
本种生長於歐洲東南部和亞洲西南部，由匈牙利和巴爾幹地區向東至土耳其西部，主要生長在中海拔地區。

## 形态
落葉性喬木，植株高度可以生長至20-35公尺高，樹幹直徑可達2公尺以上。葉互生，圓形至三角卵形，葉長寬約4-13公分，葉柄長2.5-4公分，葉面綠色，大多數無毛；葉背白色，密生白色綿毛。花淡黃色，兩性花，在夏季中期至晚期開花，花序為聚繖花序，每個花序約有3-10朵花，苞片淡綠色。果實為核果，長約0.8-1公分，外表覆有絨毛。